# Стефан фон Пфалц-Зимерн-Цвайбрюкен
Стефан (на немски: Stefan von Pfalz-Simmern-Zweibrücken; * 23 юни 1385; † 14 февруари 1459) от фамилията Вителсбахи, е пфалцграф и херцог на Пфалц-Зимерн-Цвайбрюкен (1410 – 1453) и de iure uxoris граф на Велденц (1444 – 1459).

## Живот
Той е третият син на курфюрст и римско-немски крал Рупрехт (1352 – 1410) и съпругата му бургграфиня Елизабет Хоенцолерн (1358 – 1411).
През юни 1410 г. Стефан се жени за графиня Анна фон Велденц (* ок. 1390; † 18 ноември 1439, замък Вахтенбург до Вахенхайм), дъщеря и наследничка на граф Фридрих III фон Велденц († 16 септември 1444), с когото Стефан остава цял живот политически тясно свързан, и на графиня Маргарета фон Насау-Вайлбург († 1427).
След смъртта на баща му пфалцграфството при Рейн (Курпфалц) се поделя на 3 октомври 1410 г. между четирите още живи братя. Стефан получава княжеството Пфалц-Зимерн-Цвайбрюкен на левия бряг на Рейн. През 1444 г. синовете му Фридрих и Лудвиг наследяват дядо си по майчина линия граф Фридрих III.
През 1453 г. Стефан се оттегля в Майзенхайм и предава управлението на двамата си синове, които не са духовници. Той умира по време на пътуване оттам за Зимерн и е погребан в Майзенхайм.

## Фамилия
Стефан и Анна имат седем деца:
- Анна (1413 – 1455), ∞ 1435 за граф Винценц фон Мьорс и Сарверден († 10 април 1500 в Кьолн)
- Маргарета (1416 – 1426)
- Фридрих I (1417 – 1480), пфалцграф и херцог на Пфалц-Зимерн и граф на Спонхайм, ∞ 1454 г. за Маргарета фон Гелдерн (1436 – 1486)
- Рупрехт (1420 – 1478), епископ на Страсбург
- Стефан (1421 – 1485), каноник в Кьолн, Шпайер, Майнц, Лиеж и други
- Лудвиг I (1424 – 1489), пфалцграф и херцог на Пфалц-Цвайбрюкен, граф на Велденц, ∞ 1454 г. за Жана (Йохана) дьо Крой (1435 – 1504),
- Йохан (1429 – 1475), епископ на Мюнстер, архиепископ на Магдебург